# Доходный дом Сироткина
Дом Сироткина — бывший доходный дом, памятник архитектуры, истории и монументального искусства, одно из красивейших зданий исторического центра Киева, на момент постройки (1902 год) — самый высокий жилой дом Киева. Расположен на углу улиц Владимирской и Прорезной (официальный адрес — Владимирская улица, 39/24, в некоторых источниках — Прорезная улица, 24/39).
Построен в 1899—1902 годах архитектурной фирмой Шимана и Гилевича в стиле неоренессанса с элементами раннего модерна. Первым заказчиком был Павел Николаевич Григорович-Барский, после его банкротства дом перешел в собственность Александра Григорьевича Сироткина.
Приказом Министерства культуры Украины от 21 октября 2011 года № 912/0/16-11 внесен в перечень памятников местного значения под номером 144-Кв.

## История
Участок, где расположен современный дом, в середине XIX века принадлежал жене надворного советника Елене Поповой. Согласно архивным данным за 1864 год, здесь существовал одноэтажный каменный дом, крытый железом. Архивы 1871 года более подробно описывают усадьбу, которая была довольно типичной для тогдашнего Киева: одноэтажный дом на тринадцать комнат, деревянный флигель, хозяйственный двор с конюшней, каретником и амбаром, два палисадника, деревянная купальня и фруктовый сад с беседкой. В декабре 1878 году усадьбу продали помещику Андрею Петровичу Тарновскому, представителю семьи меценатов и коллекционеров украинских древностей Тарновских.
В конце 1899 года усадьбу за 125 тысяч рублей приобрел Николай Александрович Григорович-Барский, правнук архитектора Ивана Григоровича-Барского и владелец соседнего дома № 17 по улице Прорезной, а в феврале следующего, 1900 года, подарил её своему сыну Павлу. Последний желал соорудить на этом участке самый высокий и самый роскошный доходный дом в Киеве. Для проведения строительных работ, которые начались того же года, пригласили архитектора Карла Шимана и гражданского инженера Александра Гилевича, первый из которых разработал проект здания, а второй должен был руководить строительством. Однако, архитектурные амбиции Павла Григоровича-Барского шли вопреки его финансовым возможностям: собственных средств не хватало на строительство, поэтому он под залог будущего дома взял несколько займов: в кредитном союзе, у купца Александра Сироткина и у генерала Виктора Саранчовых.
Любопытно, что П.Н. Григорович-Барский в 1899 г. получил патент на клозет-вентилятор.
Возведение этого дома, который должен был стать на тот момент самым высоким в Киеве, вызвало живой интерес у местной прессы, которая пристально следила за ходом строительства. Так, газета «Киевлянин» в августе 1900 года сообщила, что строительство коробки дома уже завершается, а примерная смета работ составляет около 300 000 рублей. П. Григорович-Барский начал даже переговоры с рядом предпринимателей по сдаче в аренду торговых помещений на первом этаже дома.
Однако, на ход строительства повлияли внешние факторы: в конце 1900 — начале 1901 года «строительный бум», который начался в 1898 году, достиг своего максимума, вследствие чего поднялись цены на строительные материалы и рабочую силу. Средства, взятые в кредит для строительства, закончились, а пока владелец проводил переговоры относительно повторного кредитования, за «пиком» «строительного бума» в середине 1901 года начался закономерный спад, рынок недвижимости перенасытился, цены на недвижимость и, соответственно, рентабельность строительства упали. Возведение дома Григоровича-Барского прекратилось, сам собственник, чтобы рассчитаться по векселям, был вынужден в конце 1901 года выставить усадьбу с недостроенным домом, на аукцион. Победителем аукциона стал Александр Сироткин, который, владея одним из трех векселей, выданных Григоровичу-Барскому, решительно поднял цену. Сироткин был купцом 2-й гильдии и владельцем свечного завода на Подоле. Имея достаточно средств, он в 1902—1903 годах завершил строительство, внешнее и внутреннее убранство дома, провел в нём электрическое освещение и установил лифт.
С домом Сироткина связан весьма громкий скандал. Началось с того, что в 1902 году В. Сироткин решил дополнительно соорудить во дворе трехэтажный флигель, поручив Карлу работы Шиману — архитектору, который строил главный дом. Во время строительства, из-за проседания старой противопожарной стены — брандмауэра, в новостройке появились значительные трещины, это случайно заметила инспекционная комиссия в составе губернского инженера Владимира Бессмертного, городского архитектора Александра Кривошеева и младшего инженера губернского строительного отделения Константина Сроковского. В июле 1902 года комиссия провела исследование строительных работ и обнаружила, что фактически руководил всеми строительными работами по сооружению как флигель, так и жилого дома, архитектор Карл Шиман, который не имел права этого делать, поскольку не имел необходимого для этого свидетельства техника-строителя. Зато инженер Александр Гилевич, который официально имел нужную квалификацию и должен был непосредственно контролировать процесс строительства, на месте стройке не появлялся, о чём свидетельствует соответствующий акт проверки, подписанный. Бессмертным и А. Кривошеевым.
Во время осмотра комиссией усадьбы Сироткина присутствовал некто г. Шиман, который заявил, что он является лицом, наблюдавшим и руководившим постройкой... Но т.к. он, г. Шиман, прав на производство строительных работ не имеет, то официальным ответственным техником на данной постройке является инженер путей сообщения г. Гилевич, который и дал управе соответствующую подписку. То же подтвердил и хозяин дома г. Сироткин. Ни г. Сироткин, ни кто-либо из находящихся на постройке, — г. Гилевича на данной постройке не видели, ибо наблюдение его являлось фиктивным
 Оказалось, что это был не первый случай, когда Шиман, прикрываясь именем Гилевича (а до него — именем архитектора Стефана Рыкачова), незаконно руководил строительством. Впрочем, наказывать за это никого не стали, только назначили Константина Сроковского надзирателем за строительными работами. Интересно, что Сроковский на удивление ответственно относился к своим новым обязанностям, контролируя каждый шаг строительства, и это вызвало возмущение владельца, А. Сироткина, который, не имея возможности спорить с официальным лицом, отомстил Сроковскому, написав в докладной записке об устранении недостатков его фамилию (якобы ошибочно) как Сраковский. А Карл Шиман впоследствии основал частное архитектурное бюро, на фирменных бланках которого, в «шапке»-брифкопфе, разместил изображение дома Сироткина как рекламу.
В новом доме разместились различные магазины, аптека, меблированные комнаты «Палермо» и отдельные роскошные квартиры. В угловой части не позже 1906 года открылась кондитерская «Маркиза», название которой запутывает исследователей истории: на вывеске название была написана как «Marquise» (с фр. — «маркиза»), однако в справочниках начала XX века она указывалась в мужском роде — рус. дореф. «Маркізъ»«Маркізъ».
После смерти О. Сироткина в 1910 году здание унаследовала его вдова, Ирина Петровна Сироткина. После установления в Киеве советской власти здание национализировали. В 1930-х годах в угловом помещении, где было кафе «Маркиза», был ресторан «Спартак», в конце 1940-х годов здесь открылся первый в Киеве бар «Коктейль-холл», преобразованный в 1950-х годах, в рамках борьбы с космополитизмом, в кафе «Чайка». Позже, когда начал развиваться движение городов-побратимов «Чайку» переименовали в «Лейпциг», в честь города-побратима Киева, и сделали из него ресторан немецкой кухни.
Жилая часть дома во второй половине XX века постепенно разрушалась и в 1985—1986 годах жителей выселили для проведения капитального ремонта дома. Но из-за сложной экономически-политической ситуации в стране ремонт долго не начинался, дом стоял необитаемый. В 1992 году в нём вспыхнул пожар, который уничтожил часть интерьера. Наконец, в 1997—1999 годах провели реконструкцию фасадов, восстановили угловую башню, разрушенную в 1950-х годах, внешнюю отделка и покраску стен.
В июле 2004 года Киевсовет продал земельный участок с домом предприятию «Гранд Плаза», дочерней компании корпорации «Gelegen Inc.» (США). Новые владельцы, привлекая инвестиции от корпорации «Индустриальный союз Донбасса», планировали создать в доме пятизвездочный отель «Лейпциг» на 209 номеров, однако эти планы так и не были воплощены в жизнь. В конце 2009 года дом приобрела компания «ISTIL Real Estate», которая также планировала открыть отель на 180 номеров (позже их планируемое количество сократилось до 173) весной 2012 года к чемпионату Европы по футболу. С этой целью новый владелец даже заключил соглашение с международной сетью отелей Marriott International об управлении новым отелем под названием Renaissance Kiev Hotel. При этом звездность отеля сократилось с пяти звезд до четырёх, ведь в доме нельзя было по градостроительными нормами устраивать бассейн, предусмотренный стандартами пятизвездочного отеля. Впрочем, в 2015 году владелец «ISTIL Real Estate», британский бизнесмен Мохаммад Захур из-за проблем с финансированием заморозил реконструкцию дома.

## Описание
Дом Г-образный в плане, трехсекционный, имеет четыре этажа. На первом этаже располагались торговые помещения, на других — пяти — и шестикомнатные квартиры.
Фасады имеют симметрично-осевую композицию и оформлены в эклектическом стиле с элементами неоренессанса, барокко и раннего модерна. Центральные оси и фланги фасадов акцентированы осложненными завершениями в виде фигурных аттика и крышных башенок. Раскреповки фасадов завершены мансардными окнами в стиле раннего модерна, завершенными фронтонами с луковичными маковками. Особенностью дома является пышный, богатый декор с рельефными деталями, скульптурами и орнаментом. На балконах частично сохранились оригинальные литые и кованые решетки.
Угловую часть дома в первоначальном плане венчал купол в стиле ренессанса, с фонариком и шпилем, был утерян в 1950-х годах, вероятно, во время борьбы с так называемыми архитектурными излишествами, и восстановлен в 1990-х годах. «Изюминкой» отделки наружной части является скульптурная композиция из двух полулежащих женских фигур под карнизом.
Оригинальный интерьер дома, утерянный во второй половине XX века, отличался роскошной лепниной, печами с рельефными изразцами.

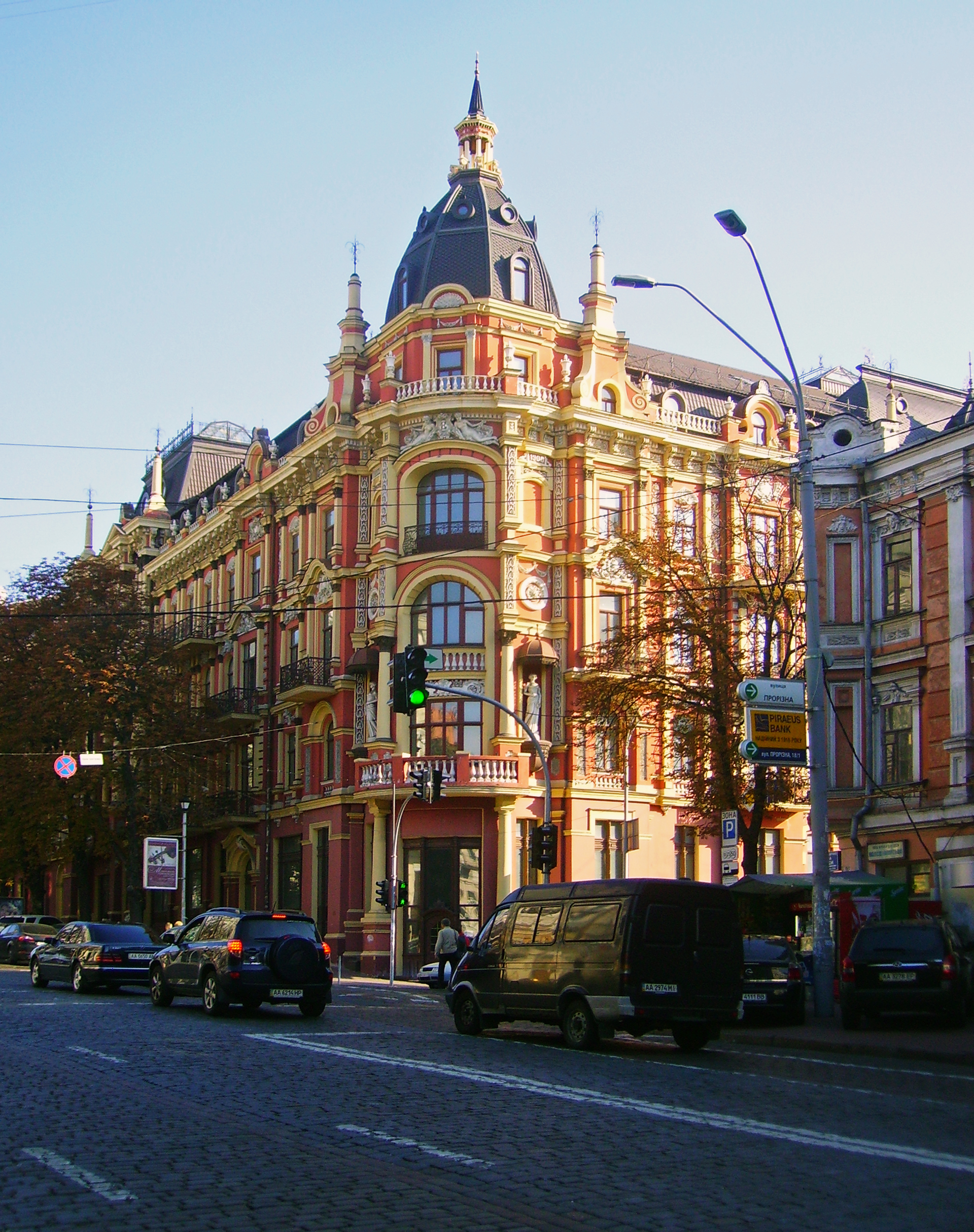
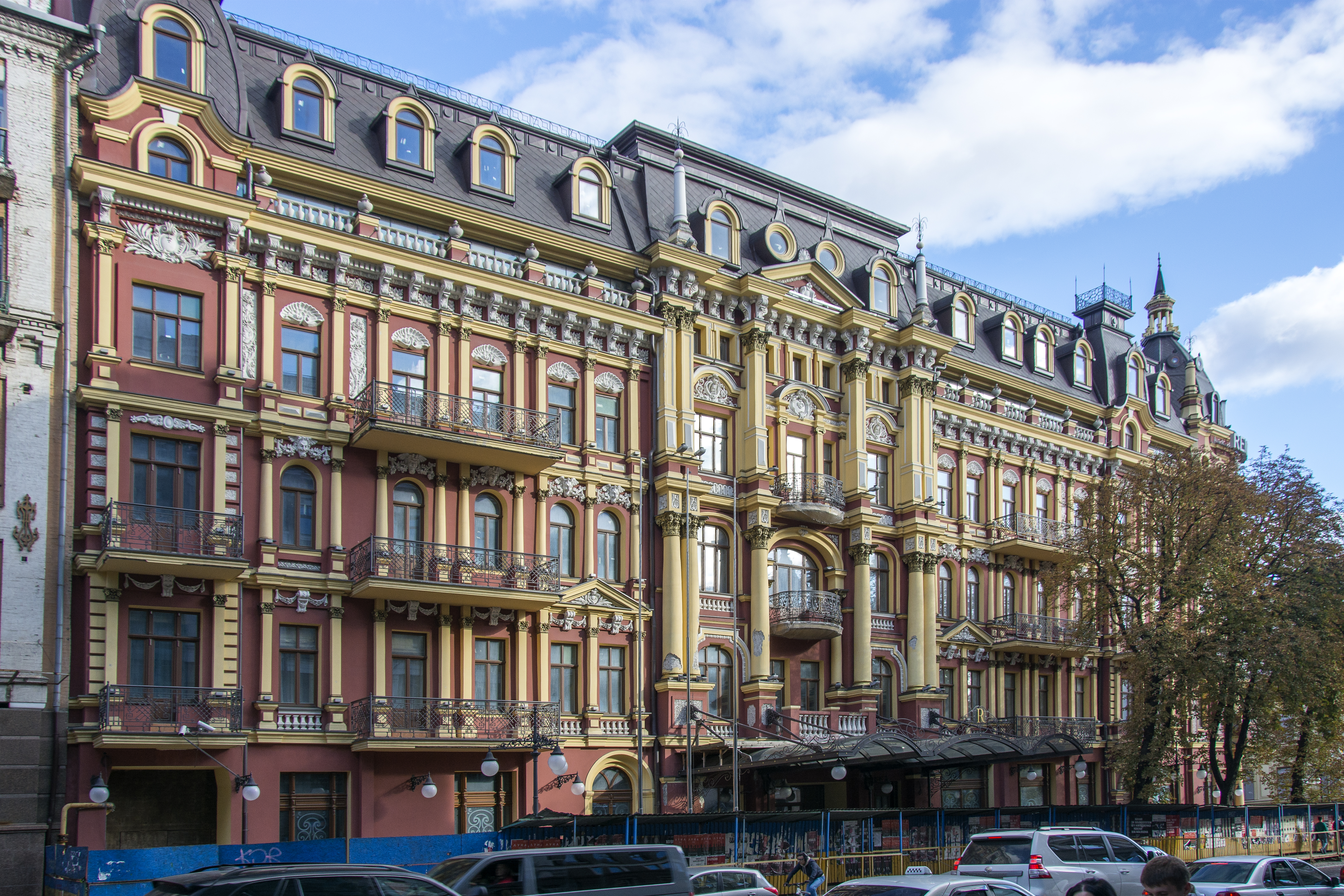
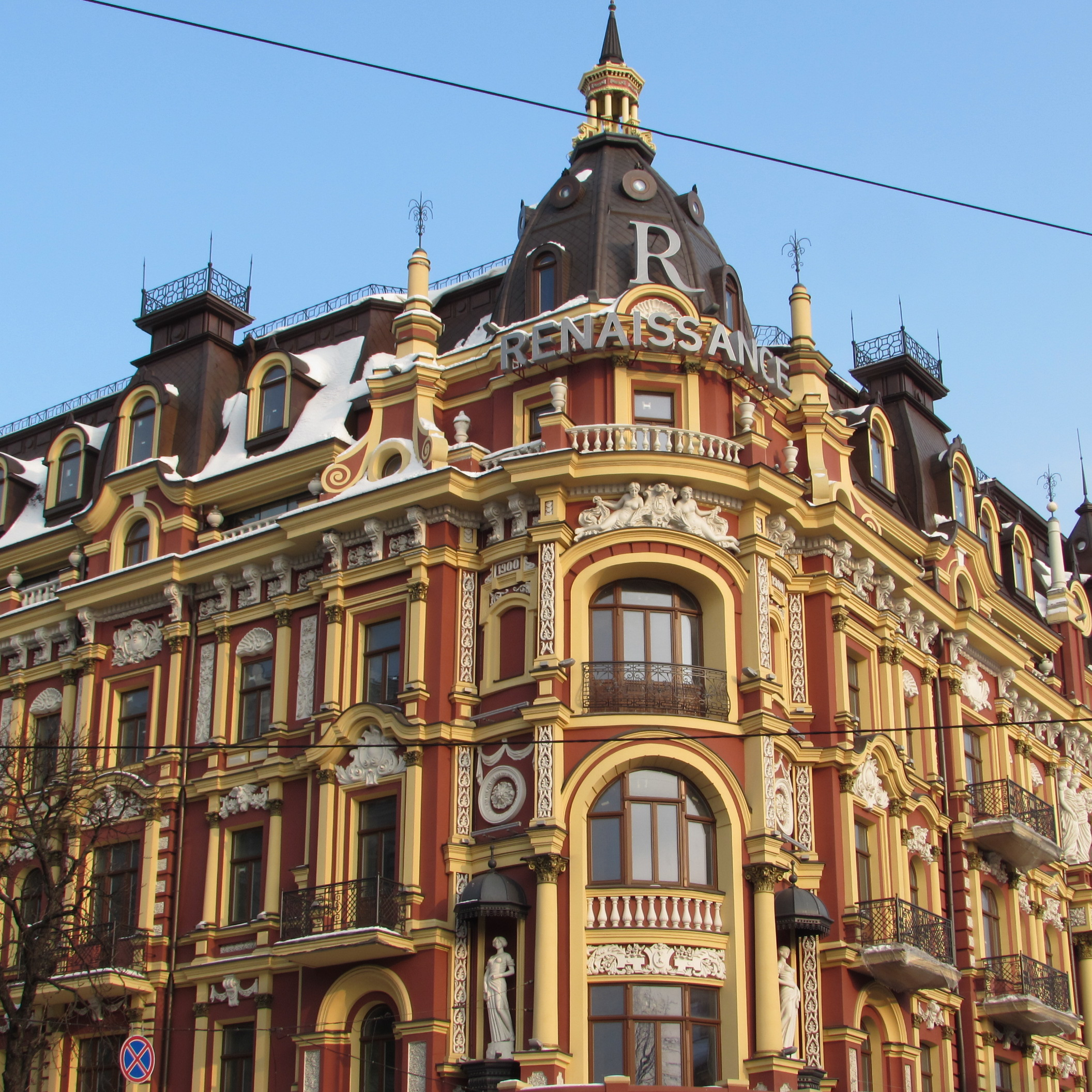
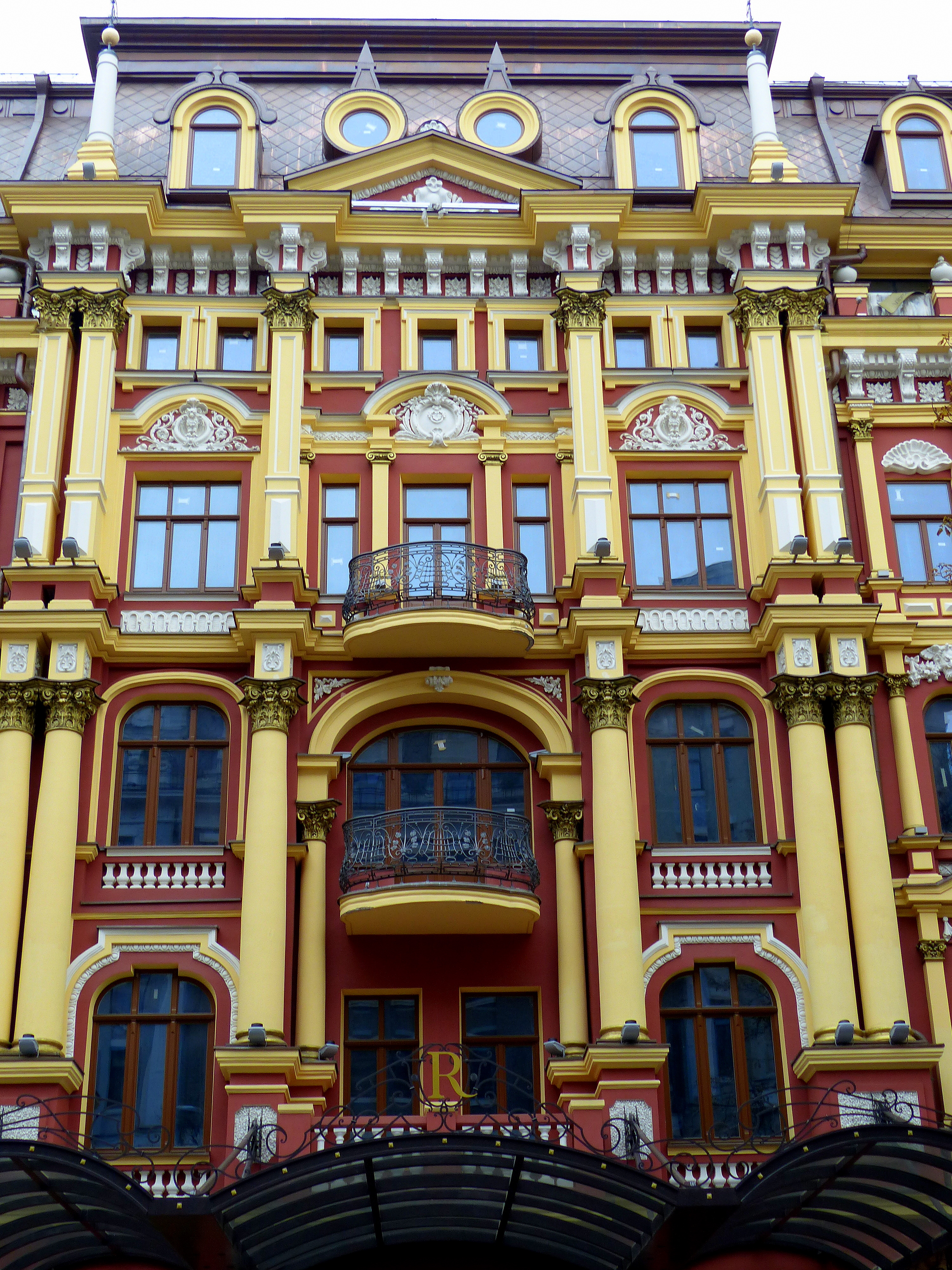

## Выдающиеся люди
В 1900—1910 годах в этом доме проживал музыкант, солист оркестра киевской оперы, профессор Киевской консерватории Александр Химиченко.

## Упоминания в искусстве
Кафе «Маркиз», которое располагалось на первом этаже дома, упоминается в романе М. Булгакова «Белая гвардия» (как конфетница «Маркиза»).

## Комментарии
1. ↑  Цитата по книге «Забудова Києва доби класичного капіталізму або Коли і як місто стало європейським», с. 76